# Fort Coligny
 (février 2014).
Si vous disposez d'ouvrages ou d'articles de référence ou si vous connaissez des sites web de qualité traitant du thème abordé ici, merci de compléter l'article en donnant les références utiles à sa vérifiabilité et en les liant à la section « Notes et références ».
Le fort Coligny est un fort construit au XVIe siècle par l'amiral Villegagnon, sur l'île qui porte aujourd'hui son nom, dans la baie de Rio de Janeiro. Le fort, construit en 1555, doit son nom à l'amiral de Coligny qui avait commandité cette expédition. Le fort fut pris d’assaut et détruit par les Portugais en mars 1560, malgré la résistance des Français en forte infériorité numérique.

## Contexte géopolitique
En 1555, Villegagnon, ayant reçu le commandement de la flotte mise à la disposition de Gaspard de Coligny par Henri II pour installer une colonie protestante au Brésil où les huguenots français pourraient exercer librement leur religion, construisit le Fort-Coligny et s'installa sur la côte qu'il appela la France antarctique, établissant de façon stable la première occupation européenne de la baie de Rio de Janeiro.
En 1559, pendant l'absence de Villegagnon, qui avait confié la gouvernance de la France Antarctique à son neveu Legendre de Boissy, seigneur de Bois-le-Comte, le troisième gouverneur général portugais du Brésil, Mem de Sá (1558-1572), reçut à Salvador des informations sur la colonie de la part du transfuge Jean de Cointa. En novembre de cette même année, les renforts maritimes commandés par Bartolomeu de Vasconcelos Cunha se préparèrent à prendre Guanabara d'assaut.

## La prise de Fort Coligny

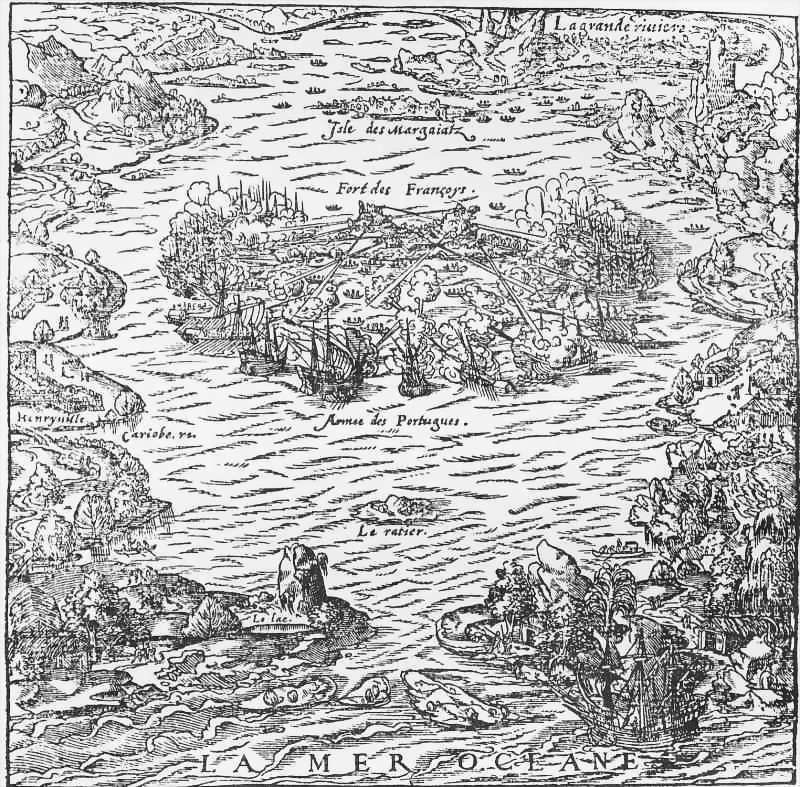
La prise du fort Coligny en 1560.
(dessin anonyme de 1567).

Deux navires et huit embarcations de moindre importance partirent au sud. Elles firent escale dans les capitaineries d'Iléus, de Porto Seguro et d'Espírito Santo, où ils reçurent des renforts. Ils atteignirent Guanabara le 21 février 1560 et prirent un navire français et sa cargaison. Pendant ce temps, un contingent de renforts arriva en provenance de la Capitainerie de São Vicente. Le vendredi 15 mars vers 14 heures, Mem de Sá communiqua un ultimatum au commandant du fort Coligny.
Legendre de Boissy, annonça son intention de défendre la place forte. Les hostilités s'ouvrirent le même jour, dans l'après-midi. Les Portugais réussirent l'attaque de ce qu'ils appelaient « ilha das Palmeiras » et conquirent le fort au petit matin du 17 mars. Le fort fut rasé le jour même. Mem de Sá retourna à Salvador sans laisser de garnison, ne disposant pas des hommes et des vivres nécessaires.
Les colons français qui, entre-temps, avaient réussi à rejoindre le continent avec l'aide des indigènes Topinamboux, continuèrent leurs activités commerciales durant les mois qui suivirent, cette fois sur la terre ferme. Legendre de Boissy continua la résistance contre les Portugais par une guerre d'escarmouches durant encore six années. Il finit par être expulsé du Brésil en janvier 1566.